# Rabenau (Hessen)
Rabenau is een gemeente in de Duitse deelstaat Hessen, en maakt deel uit van de Landkreis Gießen.
Rabenau telt 5.060 inwoners.

## Plaatsen in de gemeente Rabenau
- Allertshausen
- Geilshausen
- Kesselbach
- Londorf
- Odenhausen (Lumda)
- Rüddinghausen

Allendorf (Lumda) ·
Biebertal ·
Buseck ·
Fernwald ·
Gießen ·
Grünberg ·
Heuchelheim ·
Hungen ·
Langgöns ·
Laubach ·
Lich ·
Linden ·
Lollar ·
Pohlheim ·
Rabenau ·
Reiskirchen ·
Staufenberg ·
Wettenberg